# رستم مینیخانوف
رستم مینیخانوف 
(به تاتاری: Рөстәм Нургали улы Миңнеханов)، (به روسی: Руста́м Нургали́евич Минниха́нов) سیاست‌مدار تاتاری که از سال ۲۰۱۰ - تاکنون ریاست‌جمهوری جمهوری تاتارستان از جمهوری‌های روسیه را پس از رهبر تاتارها مینتیمر شایمییف که ۱۹ سال ریاست‌جمهوری این جمهوری را از فروپاشی شوروی سابق برعهده داشت، به رستم مینیخانوف واگذار کرد.